# Usbekistan ved sommer-OL 2016
Usbekistan deltog under Sommer-OL 2016 i Rio de Janeiro som blev arrangeret i perioden 5. august til 21. august 2012. Dette var landets sjette deltagelse ved et sommer-OL.

## Medaljer
| 2016 Rio de Janeiro | Guld | Sølv | Bronze | Total |
| Usbekistan          | 4    | 2    | 7      | 13    |

### Medaljevinderne
| Usbekistan under sommer-OL 2016 i Rio de Janeiro | Usbekistan under sommer-OL 2016 i Rio de Janeiro | Usbekistan under sommer-OL 2016 i Rio de Janeiro | Usbekistan under sommer-OL 2016 i Rio de Janeiro | Usbekistan under sommer-OL 2016 i Rio de Janeiro |
| Medalje                                          | Navn                                             | Sport                                            | Event                                            | Dato                                             |
| ------------------------------------------------ | ------------------------------------------------ | ------------------------------------------------ | ------------------------------------------------ | ------------------------------------------------ |
| Guld                                             | Hasanboy Dusmatov                                | Boksning                                         | 49 kg                                            | 14. august                                       |
| Guld                                             | Ruslan Nurudinov                                 | Vægtløftning                                     | 105 kg                                           | 15. august                                       |
| Guld                                             | Shakhobidin Zoirov                               | Boksning                                         | 52 kg                                            | 21. august                                       |
| Guld                                             | Fazliddin Gaibnazarov                            | Boksning                                         | 64 kg                                            | 21. august                                       |
| Sølv                                             | Shakhram Giyasov                                 | Boksning                                         | 69 kg                                            | 17. august                                       |
| Sølv                                             | Bektemir Melikuziev                              | Boksning                                         | 75 kg                                            | 20. august                                       |
| Bronze                                           | Diyorbek Urozboev                                | Judo                                             | 60 kg                                            | 6. august                                        |
| Bronze                                           | Rishod Sobirov                                   | Judo                                             | 66 kg                                            | 7. august                                        |
| Bronze                                           | Rustam Tulaganov                                 | Boksning                                         | 91 kg                                            | 13. august                                       |
| Bronze                                           | Elmurat Tasmuradov                               | Brydning                                         | 59 kg, græsk-romersk stil                        | 14. august                                       |
| Bronze                                           | Murodjon Akhmadaliev                             | Boksning                                         | 56 kg                                            | 18. august                                       |
| Bronze                                           | Ikhtiyor Navruzov                                | Brydning                                         | 65 kg, fristil                                   | 21. august                                       |
| Bronze                                           | Magomed Ibragimov                                | Brydning                                         | 97 kg fristil                                    | 21. august                                       |

## Svømning

### Resultater
| Dato      | Disciplin   | H/D    | Udøver             | Indledende heat | Indledende heat | Semifinale          | Semifinale          | Finale              | Finale              |
| Dato      | Disciplin   | H/D    | Udøver             | Tid             | Placering       | Tid                 | Placering           | Tid                 | Placering           |
| --------- | ----------- | ------ | ------------------ | --------------- | --------------- | ------------------- | ------------------- | ------------------- | ------------------- |
| 6. august | 100 m bryst | Herrer | Vladislav Mustafin | 1:01,66         | 34              | ude af konkurrencen | ude af konkurrencen | ude af konkurrencen | ude af konkurrencen |